# Fulcário

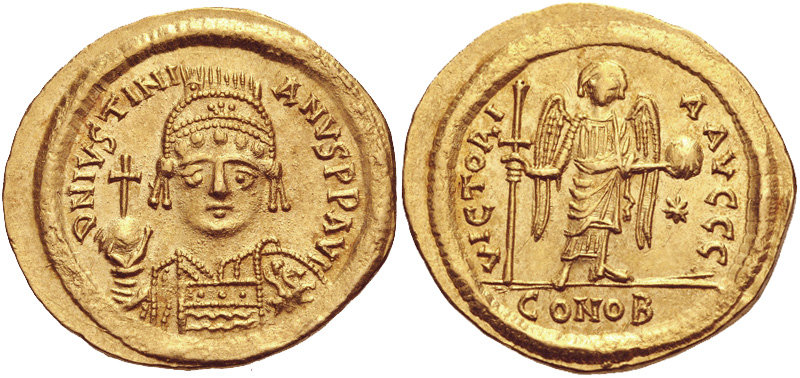
Soldo de Justiniano r.

Fulcário (em latim: Fulcharius) ou Fulcaris foi um oficial bizantino de origem hérula, sobrinho de Faniteu, que esteve ativo durante o reinado do imperador Justiniano (r. 527–565). Aparece no começo de 553, quando foi nomeado pelo general Narses como comandante dos federados hérulos na Itália após a morte de Filemudo, tendo aparentemente combinado esta função com a dignidade de mestre dos soldados.
Ainda em 553, não muito depois de sua nomeação, foi enviado com outros oficiais ao norte da Itália para confrontar uma invasão de franco-alamana. Liderou seus hérulos e soldados bizantinos de outras unidades que o seguiram num ataque desordenado aos invasores em Parma. A força imperial combinada foi emboscado por Butilino e muitos dos soldados fugiram, com Fulcário e seus guardas permanecendo e lutando até a morte.
A morte de Fulcário foi alegadamente lamentada por Narses. Se sabe que seria sucedido como comandante dos hérulos pelo oficial Sindual. O cronista Agátias descreveu Fulcário como um soldado bravo e extraordinariamente bem-sucedido, mas muito cabeça dura para ser um general, carecendo de julgamento e com nenhum interesse nos detalhes da estratégia militar.